# Willi Döring

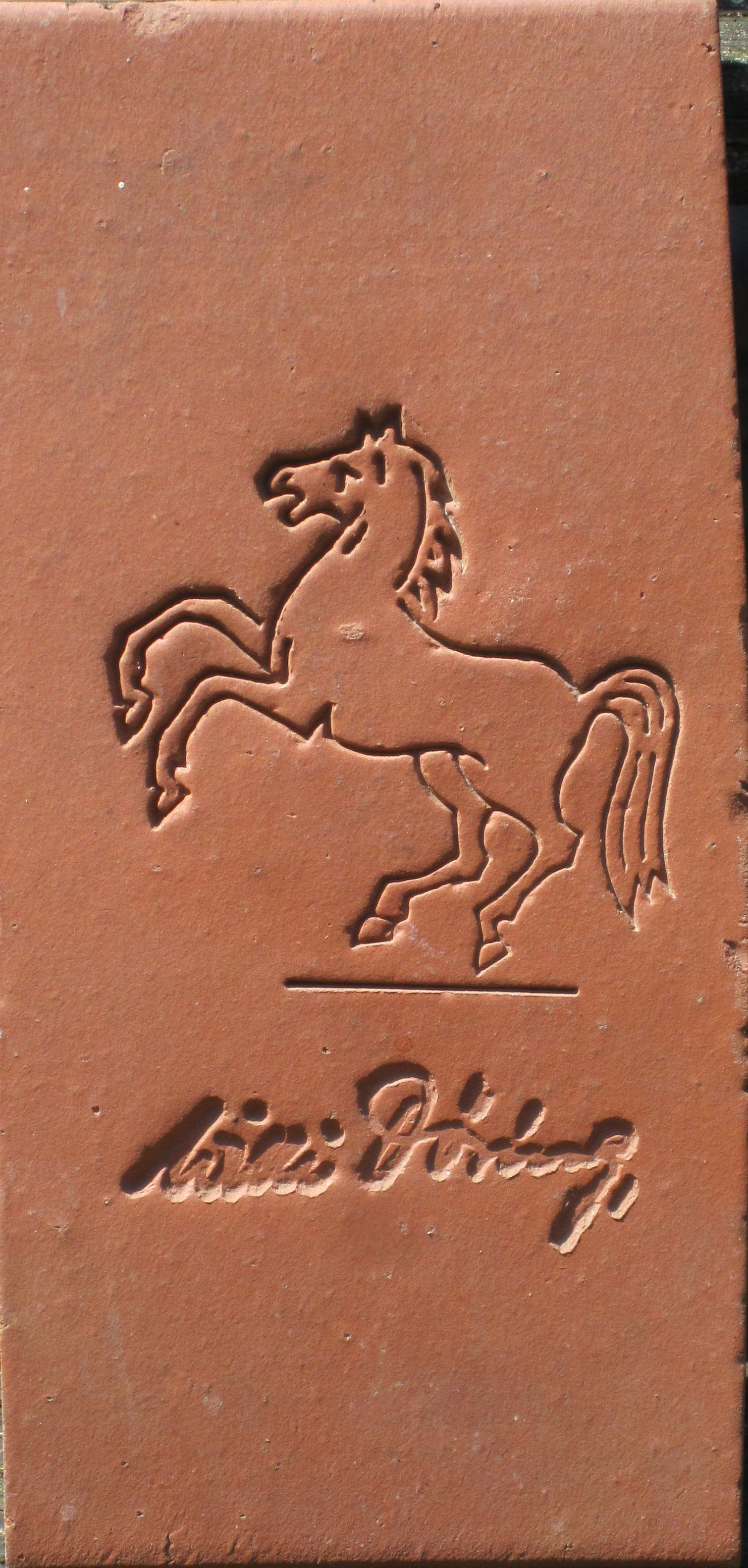
Willi Dörings Weihnachtsgabe des Jahres 1989

Willi Döring (* 5. Dezember 1924 in Gieboldehausen, Kreis Duderstadt; † 21. Mai 1997 ebenda) war ein deutscher Politiker (CDU).

## Leben
Willi Döring besuchte die Volksschule und schloss hieran eine kaufmännische Lehre in Duderstadt an. Seit 1942 war er als Soldat im Zweiten Weltkrieg und wurde verwundet. 1944 geriet er in Kriegsgefangenschaft, aus der er 1946 entlassen wurde. Nach seiner Entlassung war er bis 1948 Angestellter und wurde im Anschluss 1948 selbständiger Kaufmann in Gieboldehausen.
Döring war seit 1952 Mitglied der CDU und siebzehn Jahre Ortsvorsitzender. 1979 wurde Döring zum Ehrenvorsitzenden ernannt. Zwischen 1980 und 1985 war er Vorsitzender des CDU-Bezirksverbandes Hildesheim. Von 1980 bis 1986 war er Mitglied des Vorstandes der CDU in Niedersachsen. Er war zudem Mitglied des Kuratoriums der Harzwasserwerke.
Zwischen 1952 und 1981 war er Ratsherr und hatte zwischen 1964 und 1981 das Amt des Bürgermeisters der Gemeinde Gieboldehausen inne. Seit 1984 war er Ehrenbürgermeister in Gieboldehausen. Zwischen 1956 und 1972 war er Kreistagsabgeordneter und zwischen 1963 und 1972 Landrat des Landkreises Duderstadt. Nach der Gebietsreform wurde Döring 1973 Mitglied des Kreistages des Landkreises Göttingen; zwischen 1973 und 1976 und ab 1981 war er Landrat des Landkreises Göttingen.
In der 6. bis 12. Wahlperiode, von 1967 bis 1994, war er Mitglied des Niedersächsischen Landtages. Von 1978 bis 1990 war er Vorsitzender des Ausschusses für Vertriebene, Flüchtlinge und Aussiedler sowie Fragen des Zonenrandgebietes.

## Auszeichnungen
Döring war Träger des Großen Verdienstkreuzes des Verdienstordens der Bundesrepublik Deutschland sowie des Niedersächsischen Verdienstordens 1. Klasse. Zudem war er Ehrenbürger von Gieboldehausen.